# Szombathelyi Haladás
Maillots
Actualités
Le Szombathelyi Haladás est un club de football hongrois basé à Szombathely. Le club, qui a été fondé en 1919, joue ses matchs à domicile au Rohonci úti Stadion qui a une capacité de 12 500 places. 
Haladás atteint la finale de la Coupe de Hongrie à trois reprises (1975, 1993 et 2002). Depuis sa première montée en 1936, le club a passé 51 saisons en première division hongroise.

## Bilan sportif

### Palmarès
- Coupe de Hongrie
  - Finaliste : 1975, 1993 et 2002

### Bilan européen
| Saison  | Compétition      | Tour     | Pays                          | Club                | Domicile | Extérieur | Cumul |
| ------- | ---------------- | -------- | ----------------------------- | ------------------- | -------- | --------- | ----- |
| 1975-76 | Coupe des coupes | 1er tour | Drapeau de Malte              | Valletta FC         | 7-0      | 1-1       | 8-1   |
|         |                  | 2e tour  | Drapeau de l'Autriche         | SK Sturm Graz       | 1-1      | 0-2       | 1-3   |
| 1988    | Coupe Intertoto  | Groupe 5 | Drapeau de la Suisse          | BSC Young Boys      | 3-1      | 0-4       |       |
|         |                  | Groupe 5 | Drapeau de la Tchécoslovaquie | DAC Dunajská Streda | 0-0      | 0-3       |       |
|         |                  | Groupe 5 | Drapeau de la Suède           | IFK Norrköping      | 1-2      | 2-2       |       |

## Effectif actuel (2022-2023)
| N° | Nat.                  | Poste | Nom du joueur     |
| -- | --------------------- | ----- | ----------------- |
| 1  | Drapeau de la Hongrie | G     | Roland Mursits    |
| 5  | Drapeau de la Hongrie | D     | Vince Nyíri       |
| 6  | Drapeau de la Hongrie | D     | György Hursán     |
| 7  | Drapeau de la Hongrie | D     | Gergő Bolla       |
| 8  | Drapeau de la Hongrie | M     | Richárd Nagy      |
| 9  | Drapeau de la Hongrie | A     | Áron Borvető      |
| 11 | Drapeau de la Hongrie | M     | Máté Tóth         |
| 13 | Drapeau de la Hongrie | D     | Szilárd Devecseri |
| 16 | Drapeau de la Hongrie | M     | Mario Lucas Simut |
| 17 | Drapeau de la Hongrie | M     | Kornél Csernik    |
| 18 | Drapeau de la Hongrie | M     | Áron Doktorics    |
| 21 | Drapeau de la Hongrie | A     | Rajmund Horváth   |
| 23 | Drapeau de la Hongrie | A     | Dániel Bartusz    |

| No. | Nat.                  | Position | Nom du joueur   |
| --- | --------------------- | -------- | --------------- |
| 24  | Drapeau de la Hongrie | D        | Martin Csató    |
| 29  | Drapeau de la Hongrie | D        | Milán Németh () |
| 30  | Drapeau de la Hongrie | M        | Tamás Csilus    |
| 33  | Drapeau de la Hongrie | G        | Donát Pálfi     |
| 35  | Drapeau de la Hongrie | D        | Predrag Bošnjak |
| 43  | Drapeau de la Hongrie | M        | Zoltán Derekas  |
| 78  | Drapeau de la Hongrie | M        | Barnabás Rácz   |
| 81  | Drapeau de la Hongrie | A        | Rajmund Molnár  |
| 87  | Drapeau de la Hongrie | G        | István Verpecz  |
| 88  | Drapeau de la Hongrie | A        | Ármin Szijjártó |
| 92  | Drapeau de la Hongrie | A        | László Lencse   |
| 99  | Drapeau de la Hongrie | D        | Patrik Tarján   |
|     | Drapeau de la Hongrie | M        | Vanja Zvekanov  |

## Anciens joueurs
- György Garics
- Leo
- Péter Halmosi
- Béla Illés
- Krisztián Kenesei
- Zoltán Kereki
- Gábor Király
- Vladimir Koman
- Adrian Negrău
- Dezső Novák
- Tibor Selymes